# Gervasio y Protasio
Los santos Gervasio y Protasio fueron dos hermanos mellizos milaneses, venerados en la actualidad como santos por la Iglesia católica, por haber sido mártires de la cristiandad. Sus restos se hallan en la Basílica de San Ambrosio de Milán.

## Biografía
Las noticias acerca de sus vidas se pierden en el tiempo, habiendo llegado a la actualidad muy pocos documentos. No se conoce la fecha de su nacimiento ni la etapa histórica concreta en la que vivieron. Algunas fuentes afirman que vivieron durante el reinado de Nerón y que se convirtieron al cristianismo, juntamente con sus padres (San Vital y Santa Valeria), siendo bautizados por el obispo de Milán San Gayo. Lo más probable es que vivieran en el siglo III, durante la persecución de los cristianos de Decio o Valeriano o algunos años más tarde, durante la persecución de Diocleciano. 
En el siglo V un autor anónimo escribió una Passio, donde se puede encontrar información sobre su leyenda, pero sin ninguna garantía de verosimilitud. La Passio nos habla de que fueron mártires y de que a sus padres los habían matado mientras regresaban a Milán. Al conocer la noticia, Gervasio y Protasio decidieron vender todos los bienes que poseía la familia y distribuir el dinero obtenido entre todos los pobres de la ciudad, tras lo cual dedicaron diez años a la contemplación, oración y práctica de la virtud. 
Cuando el general Anastasio llegó a Milán, ambos hermanos fueron denunciados por practicar la fe cristiana, por lo que fueron detenidos, torturados y humillados. Protasio falleció decapitado mediante una espada; Gervasio a consecuencia de la gran cantidad de golpes recibidos.

## Las reliquias
Sus cuerpos se hallaron el 17 de junio de 386 en el cementerio, gracias a una excavación encargada por el obispo San Ambrosio. No se sabía la identidad de los restos, ya que el transcurso del tiempo había borrado su recuerdo. Paulino de Milán, secretario y biógrafo de Ambrosio, afirma que los cuerpos fueron encontrados por una revelación que Ambrosio había tenido, a pesar de que el propio obispo, en unas cartas a su hermana Marcelina, le relataba que había tenido una premonición y no una verdadera revelación.  
En 386, se terminó la construcción de la actual Basílica de San Ambrosio en Milán. El 19 de junio, Ambrosio la consagró oficialmente, eligiendo a los Santos Gervasio y Protasio como patrones y depositándose sus reliquias bajo el altar de la basílica. En 835, las reliquias se desplazaron a una urna de pórfido, juntamente con las del propio San Ambrosio. El 14 de mayo de 1874, los restos de los santos fueron recolocados en una urna de plata y vidrio, donde se han conservado desde entonces. 
Desde el descubrimiento de los cuerpos, el culto se difundió en un primer estadio por las ciudades del norte (Brescia y Rávena) y, en una segunda fase, en Roma, donde Inocencio I erigió una iglesia con su nombre (en la actualidad, conocida como del San Vital). 
Su fiesta es el 19 de junio, día del traslado de las reliquias por San Ambrosio.

## Galería

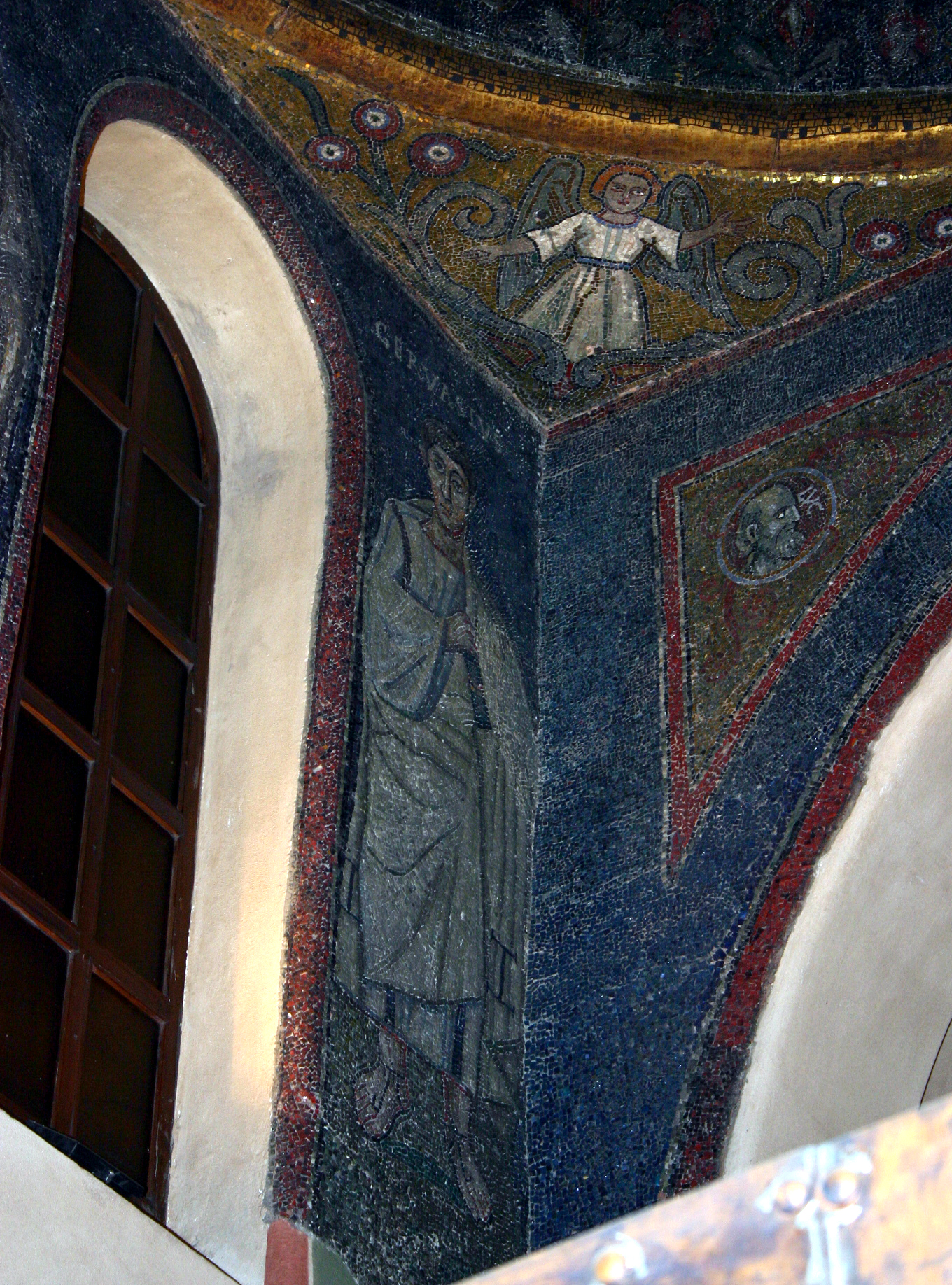
San Gervasio, mosaico del s. V en San Vittore in Ciel d'Oro (Milán).
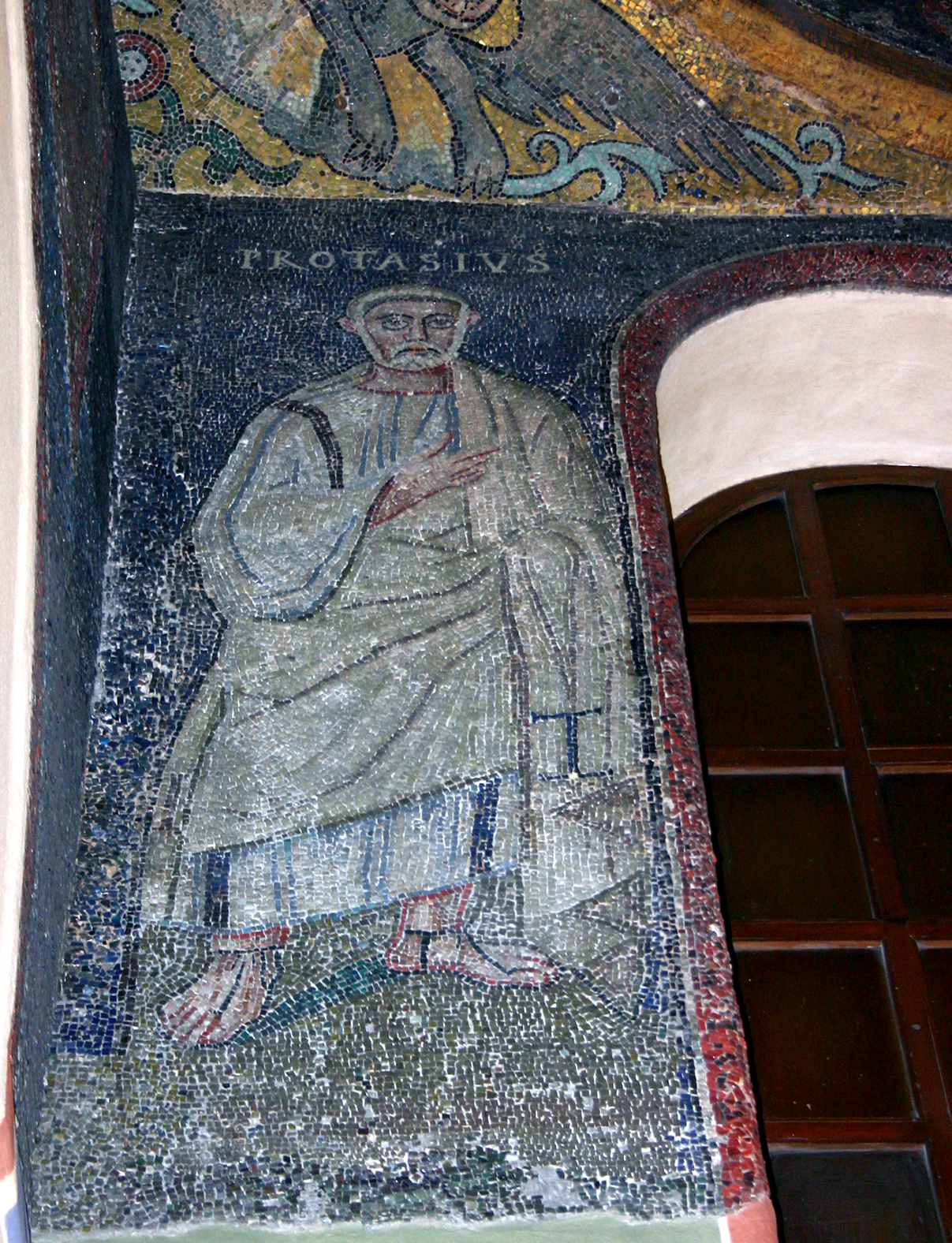
San Protasio, mosaico del s. V.
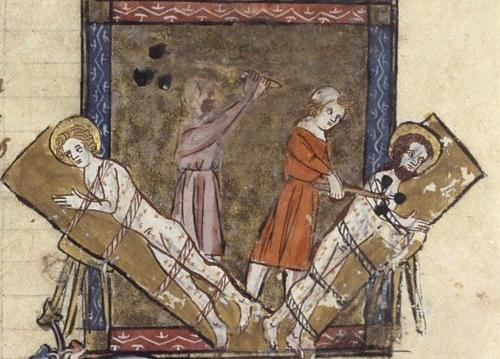
Martirio de los santos, en una miniatura francesa del s. XIV (París, Bib. nationale, ms. Français 185).
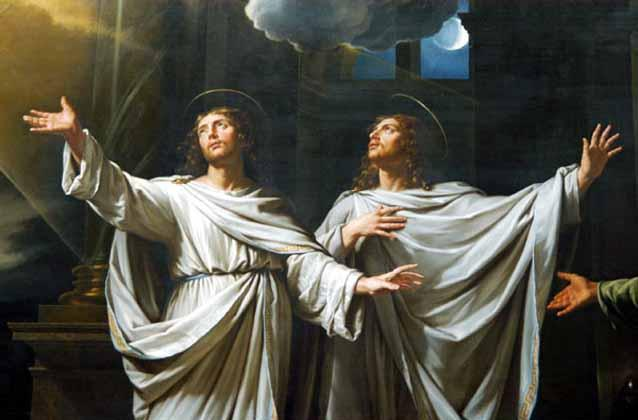
Fragmento de una pintura de Philippe de Champaigne, 1658 (París, Louvre).
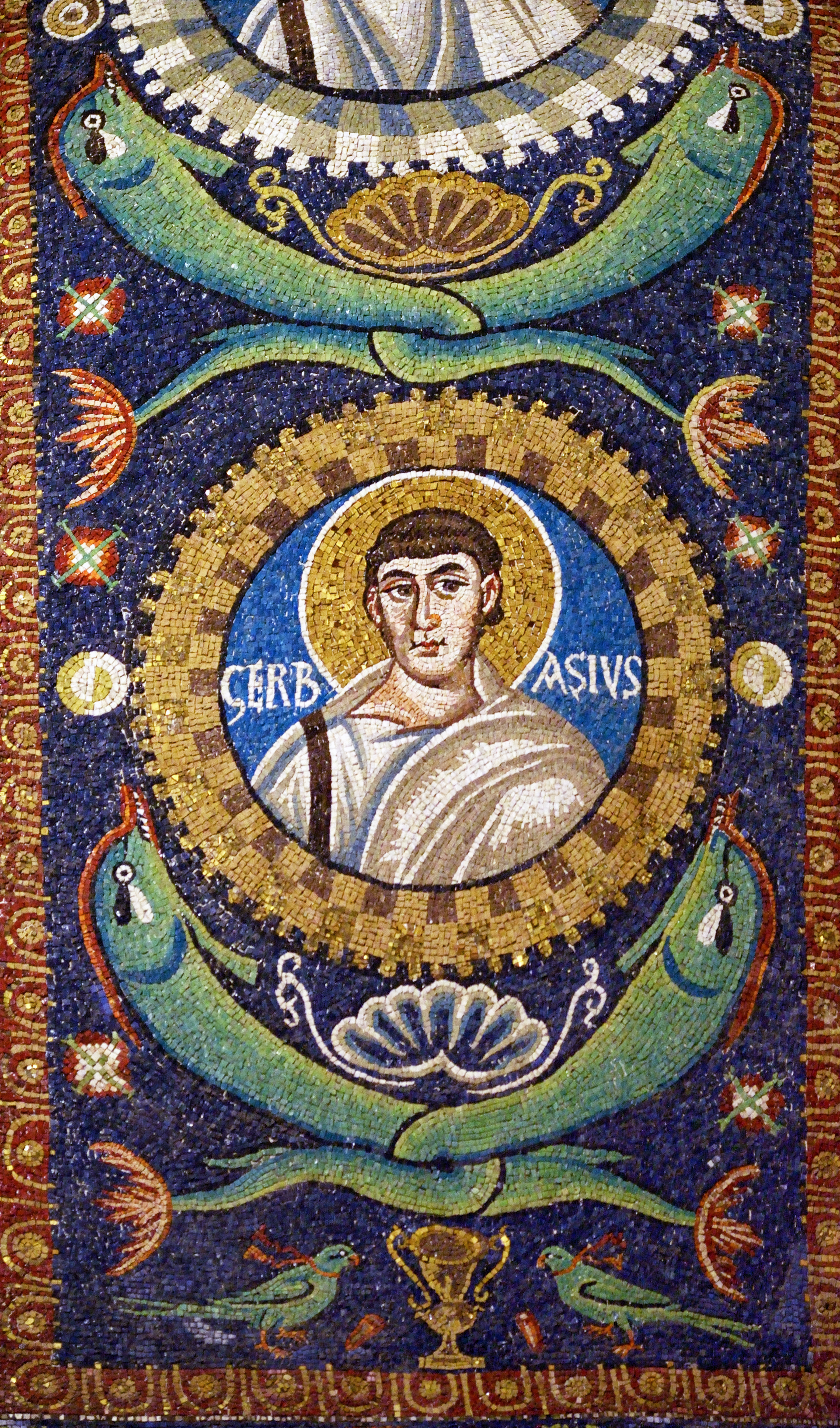
San Gervasio, mosaico de la Basílica de San Vital (Rávena).
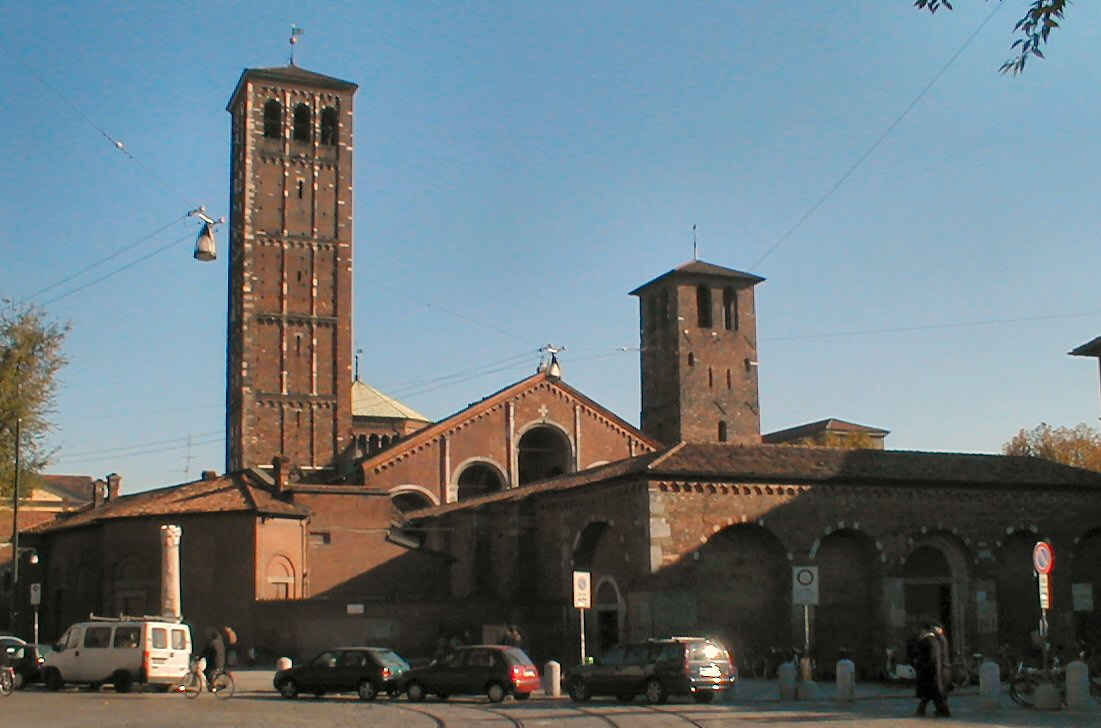
Basílica de San Ambrosio, en Milán.
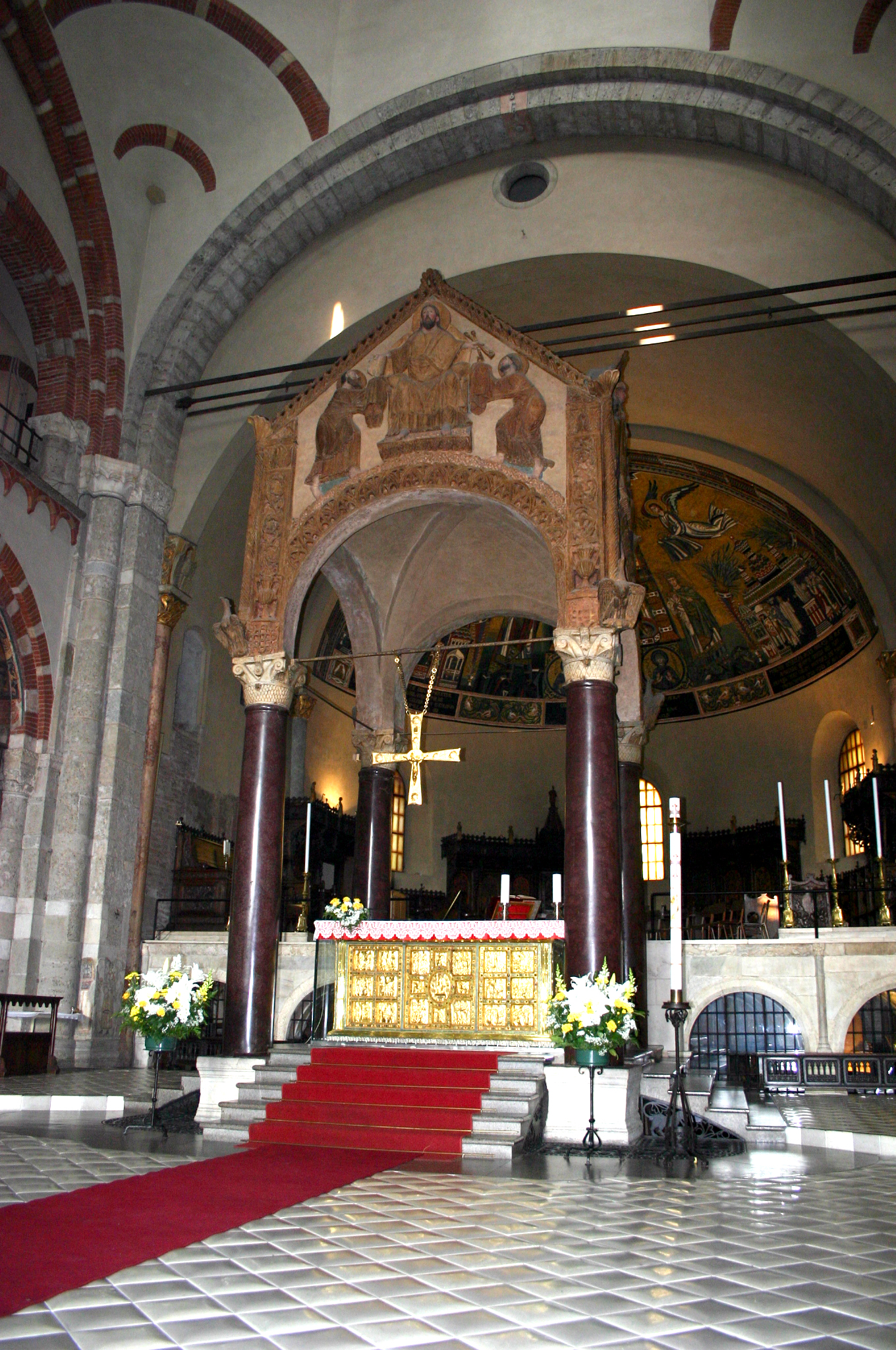
Ciborio y altar de San Ambrosio, que marca el lugar donde se hallan los restos de los santos (dentro del altar y debajo, en la cripta).
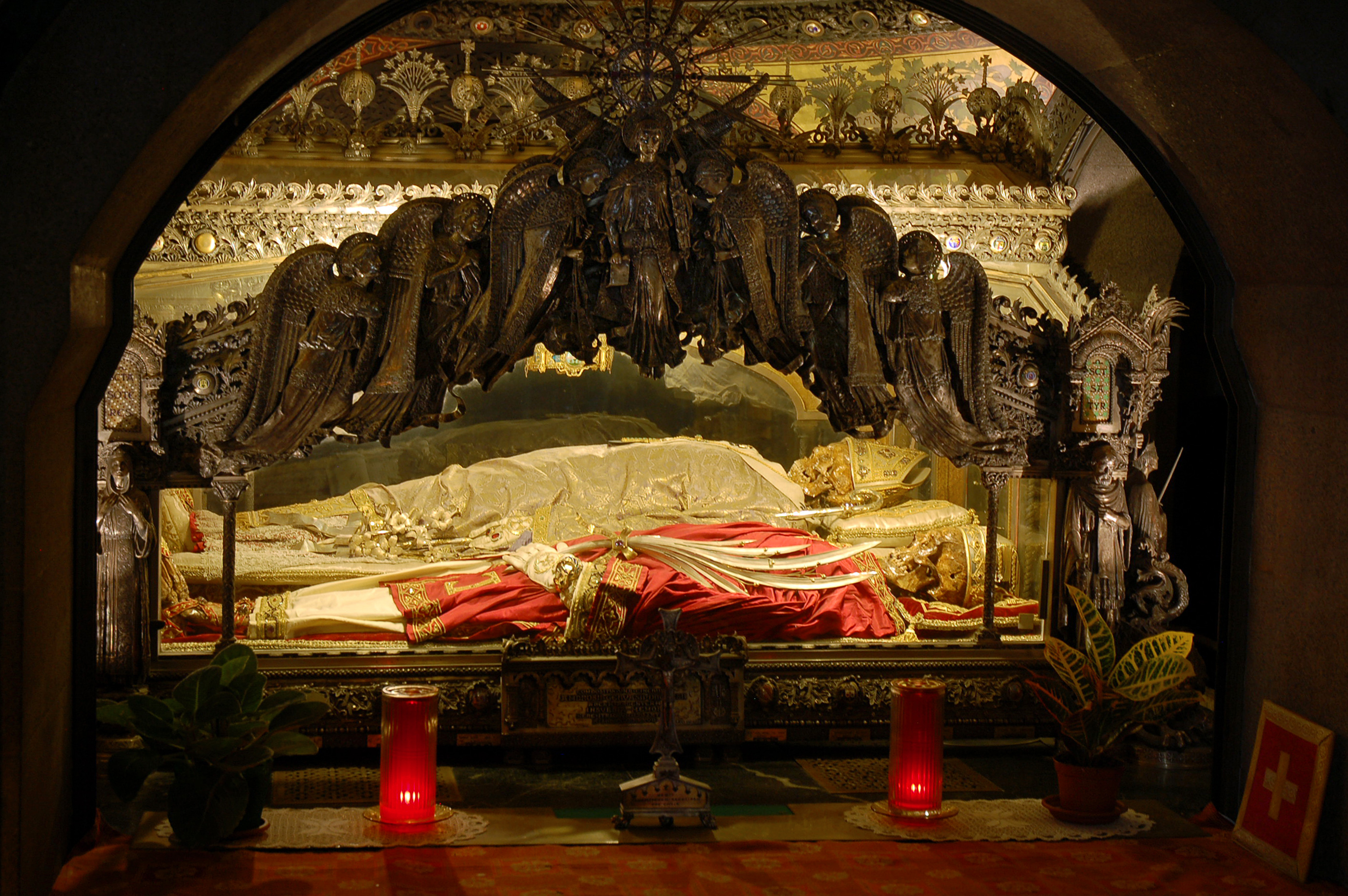
Cripta de San Ambrosio, con los restos de Gervasio y Protasio y Ambrosio, realizada en 1897.